# Amtsgericht Schivelbein
Das Amtsgericht Schivelbein war ein preußisches Amtsgericht mit Sitz in Schivelbein, Provinz Pommern.

## Geschichte
In Schivelbein bestand von 1849 bis 1879 die Gerichtskommission Schivelbein des Kreisgerichts Dramburg. Das königlich preußische Amtsgericht Schivelbein wurde mit Wirkung zum 1. Oktober 1879 als eines von zwölf Amtsgerichten im Bezirk des Landgerichtes Köslin im Bezirk des Oberlandesgerichtes Stettin gebildet. Der Sitz des Gerichtes war Schivelbein. Sein Gerichtsbezirk umfasste den Kreis Schivelbein. Am Gericht bestanden 1880 zwei Richterstellen. Das Amtsgericht war damit ein mittelgroßes Amtsgericht im Landgerichtsbezirk.
Im Jahre 1945 wurden der größte Teil Pommerns, darunter der Sprengel des Amtsgerichtes Schivelbein, unter polnische Verwaltung gestellt und die deutschen Bewohner vertrieben. Damit endete die Geschichte des Amtsgerichtes Schivelbein.